# The Very Best of Ugly Kid Joe: As Ugly as It Gets
| Recensione | Giudizio |
| ---------- | -------- |
| AllMusic   |          |

The Very Best of Ugly Kid Joe: As Ugly as It Gets è un album raccolta del gruppo musicale statunitense Ugly Kid Joe, pubblicato nel 1998.

## Tracce
1. Madman – 3:37 (Eichstadt)
2. Neighbor – 4:43 (Crane)
3. Cat's in the Cradle – 4:01 (Chapin, Chapin)
4. Everything About You – 4:20 (Crane, Eichstadt)
5. Tomorrow's World – 4:18 (Crane, Crockett, Eichstadt, Fortman, Larkin)
6. God – 2:54 (Ugly Kid Joe)
7. Busy Bee – 4:08 (Crane, Fortman)
8. C.U.S.T. – 2:59 (Crane, Crockett, Eichstadt, Fortman, Larkin)
9. Milkman's Son – 3:51 (Crane, Crockett, Eichstadt, Fortman, Larkin)
10. N.I.B. – 5:24 (Butler, Butler, Iommi, Osbourne, Ward)
11. Goddamn Devil – 4:53 (Ugly Kid Joe)
12. Slower Than Nowhere – 4:58 (Crane, Fletcher)
13. Funky Fresh Country Club – 5:16 (Crane, Phillips)

## Formazione
Cast artistico
- Whitfield Crane - voce
- Cordell Crockett - basso, cori
- Mark Davis - Batteria, percussioni (tracce 5, 6, 8, 9, 12)
- Klaus Eichstadt - chitarra, cori
- Dave Fortman - chitarra, cori
- Roger Lahr - chitarra (tracce 1, 4, 13)
- Shannon Larkin - batteria, percussioni
- Bobby Fernandez - batteria (in N.I.B.)

Cast tecnico
- Terence Butler - composizioni
- Eileen Cleary - coordinatore del progetto
- Mark Dodson - produzione
- Ryan Dorn - produzione
- GGGarth - produzione
- Bas Hartong - produzione
- Frank Iommi - composizioni
- Bill Levenson - produzione (esecutivo)
- Max Norman - produzione
- Kevin Reeves - rimasterizzazione digitale
- Terri Tierney - coordinatore del progetto